# Израда предмета од бакра у Лахичу
Израда предмета од бакра у Лахичу је традиционални занат Лахича, Исмаили у Азербејџану. Обухвата производњу бакарног посуђа и других производа. Додат је на Унескову Репрезентативну листу нематеријалног културног наслеђа човечанства 2015.

## Историја
Породица Алијев, једна од кујунџијских фамилија Лахича, Исмаили, први пут је започела овај занат 1725. године 
Од 19. века Лахич, Исмаили је постао главни центар бакра у Азербејџану. У Лахичу су направљене велике количине потрепштина за домаћинство и кућног прибора. Средином деветнаестог века било је око 200 радионица у Лахичу, Исмаили.
1878. године, бакарно посуђе које се припремало у селу Лахич награђено је златном медаљом на светској изложби у Паризу. Тренутно су многи ручно рађени лахички предмети изложени у музејима од Лондона и Париза до Москве и Истанбула.
Дана 19. априла 2010. године у Лахичу, Исмаили, отворен је курс за занат израде предмета од бакра. Први курс је завршило дванаест младића. Директор курса био је наставник Назар Алијев. Многи млади људи који су завршили прву годину су запослени у Историјско-културном резервату Лахич. Остали су се бавили кујунџијским занатом у продавницама.
У новембру 2015. године, занат израде предмета од бакра Лахича номинован је на Унескову листу нематеријалног културног наслеђа. 3. децембра те године овај занат је уврштен на Унескову Репрезентативну листу нематеријалног културног наслеђа.

## Процес
Цео процес се реализује у координацији мајстора топионице бакра и обично ту су шегрти који помажу мајстору како би стекли основна знања и технике. Мајстор је одговоран за упумпавање ваздуха у пећ за топљење, а затим се бакар кује у танке плоче. Ове плоче се обликују и затим полирају и украшавају гравурама од стране мајстора у завршној фази процеса. Украси на бакарном посуђу одражавају традиционалне и културне вредности локалног становништва. Коначне производе мајстори продају у локалним радионицама.
Бројне породице у Азербејџану долазе да купе бакарно посуђе у Лахичу и користе га у свом свакодневном животу верујући да побољшава здравствене предности хране. За занатлије, традиција представља главни извор живота и пружа снажан осећај идентитета и поноса заједнице. Занатство израде предмета од бакра такође јача породичне односе унутар заједнице Лахич и доживљава се као јасан симбол идентитета Лахича.

## Производи
Готови бакарни производи укључују кућне потрепштине и кућне апарате као што су бућкалице, тацне, бокали, цедила, чиније и казани. Процењује се да постоји преко 40 врста бакарних предмета ручне израде, категорисаних у групе: посуђе од бакра, производи за млекарство, ношење воде и остали кућне потрепштине.

## На поштанској марки
Занат израде производа од бакра Лахича је приказан на поштанским маркама које припадају „Заједничком издању Азербејџан – Румунија“ у децембру 2014.
- Joint Issue Azerbaijan - Romania
- Азербејџанска поштанска марка издата 2014.[14]
- Румунска поштанска марка издата 2014.[15]